# ヒマンタンドラ科
ヒマンタンドラ科（ヒマンタンドラか、学名: Himantandraceae）は被子植物のモクレン目に属する科の1つである。常緑性の高木であり、葉など植物体表面に特徴的な楯状の鱗毛をもつ。花は花被を欠くが、らせん状についた多数の仮雄しべ（生殖能を欠く雄しべ）が花被のように見える（図1）。複数の雌しべが融合し、1個の核果状の果実を形成する。ニューギニア島からオーストラリア北東部に分布する。
ヒマンタンドラ科は、ガルブリミマ属（Galbulimima）のみを含む単型科である。ガルブリミマ属は2–3種に分けられることもあるが、2022年現在、ガルブリミマ・ベルグラウェアナ（Galbulimima belgraveana）1種のみが認められることが多い。本種はさまざまなアルカロイドを含み、樹皮や葉が幻覚剤、向精神薬として利用される（→#利用）。

## 特徴
高さ30メートル (m) に達する常緑性の高木である。樹皮は灰色から灰褐色。植物体に楯状の鱗毛をもつ。節は3葉隙性。道管は階段穿孔または単穿孔をもつ。師管はタンパク質顆粒を含む。精油を含み、強い芳香がある。30種以上のアルカロイドを有する。
葉は2列互生し、単葉、全縁、表面に光沢があり、油点をもち、葉脈は羽状、葉柄が存在し、托葉を欠く（下図2a）。
花は両性、放射相称、直径2–4センチメートル (cm)、単生または花序を形成し、葉腋につく。2枚の苞（萼片とする説もある）が花芽を包むキャップ状のカリプトラを形成し、開花時にはカリプトラがとれる（上図2b）。雄しべは多数、らせん状につき、生殖能をもつ雄しべ群の外側と内側に葯を欠く仮雄しべが多数ついている（下図3a）。仮雄しべは細長い花弁状、白色から黄色。ただし外側の仮雄しべ群を花弁とする説もある。葯は外向する。花粉は微小突起型、単溝粒。雌しべは離生心皮、6–30個、子房上位、胚珠は1心皮あたり1–2個、倒生胚珠、頂生または縁辺胎座。
雌しべは成熟すると互いに癒合し、1個の果実を形成する。果実は核果状、複数の核を含み、熟すと赤色、直径 1.5–3 cm になる（上図3b）。種子は扁平、胚乳は油性。染色体基本数 x = 7。

## 分布
ニューギニア島、ビスマルク諸島、ソロモン諸島、オーストラリア北東部（クイーンズランド州）に分布する。

## 人間との関わり

### 利用
ニューギニア島の先住民は、ガルブリミマ・ベルグラウェア（Galbulimima belgraveana）の樹皮と葉を、Homalomena belgraveana（現地名はエレリバ ereriba; サトイモ科）の葉、および Zingiber zerumbet（ショウガ科）の根茎と共に煮て、幻覚剤とする。この際にシビレタケ属のキノコを併用することがある。また戦いの前や占いの際に精神を高揚させるために、ガルブリミマ・ベルグラウェアの樹皮や葉が利用されることがある。樹皮などを鎮痛剤など薬用として用いることもある。

### 諸言語における呼称
- パプアニューギニア、フォレ語（Fore）: agara（アガラ）、pinto[17]
- 英語: Northern pigeonberry-ash, pigeonberry-ash, white-magnolia[1]

## 系統と分類
古典的な被子植物の分類体系である新エングラー体系やクロンキスト体系では、ヒマンタンドラ科はモクレン目に分類されていた。その後一般的となったAPG分類体系でも、ヒマンタンドラ科はモクレン目に分類される。モクレン目の中では、デゲネリア科の姉妹群であると考えられている。
ヒマンタンドラ科は、ただ1属ガルブリミマ属（Galbulimima）のみを含む。ガルブリミマ属に属する種は2–3種に細分されることもあるが、2022年現在では単一種、ガルブリミマ・ベルグラウェアナ（Galbulimima belgraveana）のみを認めることが多い（下表1）。
表1. ヒマンタンドラ科の分類体系の一例
- ヒマンタンドラ科 Himantandraceae Diels (1917)
  - ガルブリミマ属 Galbulimima (F.Muell.) Sprague (1922)
    - ガルブリミマ・ベルグラウェアナ Galbulimima belgraveana (F.Muell.) Sprague (1922)
シノニム: Eupomatia belgraveana F.Muell. (1887); Galbulimima baccata F.M.Bailey (1894); Galbulimima nitida (Baker f. & Norman) Sprague (1923); Galbulimima parvifolia (Baker f. & Norman) Sprague (1923); Himantandra baccata (F.M.Bailey) Diels (1917); Himantandra nitida Baker f. & C.Norman (1923); Himantandra parvifolia Baker f. & C.Norman (1923)